# ماهی‌خورک کوهستان
ماهی‌خورک کوهستان (نام علمی: Syma megarhyncha) نام یک گونه از زیرخانواده ماهی‌خورک درختی است.